# Koloid

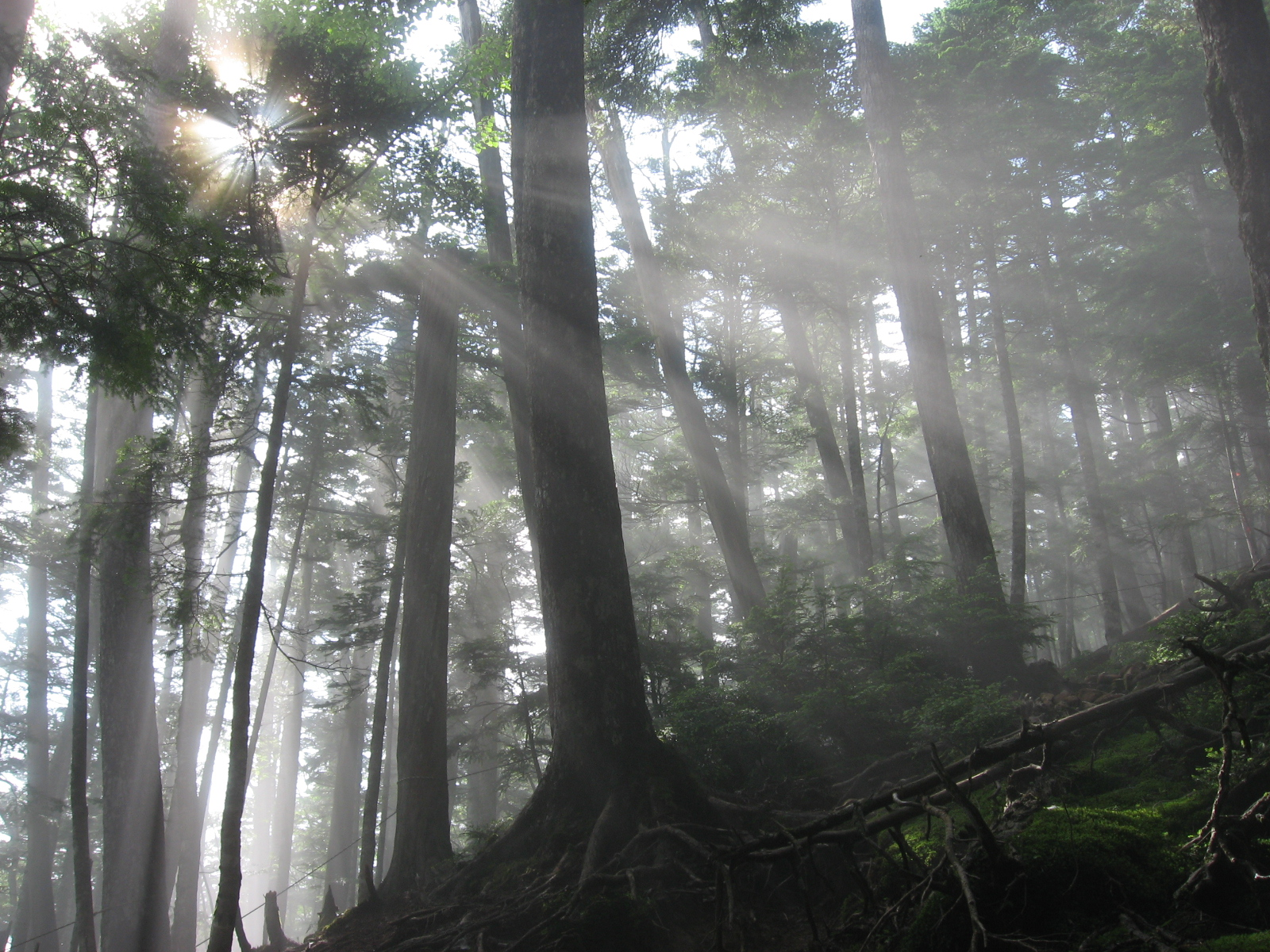
Ukázka Tyndallova jevu v důsledku přítomnosti koloidních částic

Koloid je označení pro disperzní soustavu obsahující částice, které svou velikostí spadají do rozmezí 1 nm až 1000 nm (případně 500 nm). Nebo se jedná o látku, která tvoří heterogenní disperzní soustavu obsahující částice o velikosti výše zmíněné. Zavedení pojmu koloid souvisí s tím, že částice v tomto rozmezí udělují danému systému specifické vlastnosti, které se v mnoha ohledech nevyskytují u částic s velikostí pod 1 nm (tzv. analytická disperze) a částic nad 1000 nm, event. 500 nm, (hrubá disperze).
Koloidy jsou viditelné v ultramikroskopu nebo elektronovém mikroskopu, nikoliv však ve světelném mikroskopu. Částice koloidu jsou často barevné, tvoří průhledné disperzní systémy a v bočním světle opaleskují (tzv. Tyndallův efekt). K dalším charakteristikám koloidů náleží, že procházejí filtračním papírem (ale nikoliv už všemi membránami). Vykonávají slabší tepelný pohyb (Brownův pohyb), pomalu difundují a sedimentují, vyvolávají slabší osmotický tlak. Ovšem nejcharakterističtější vlastností tohoto systému je tvorba gelů (hrubé disperze je tvoří jen výjimečně). Koloidy jsou všudypřítomné, nacházejí se např. v lidském těle, v koupelně jako prací prášek, mýdlo, zubní pasta apod., a mnohé potraviny jsou koloidní povahy (jogurt, máslo, mléko atd.). Navíc v současné době velmi populární nanotechnologie vycházejí z koloidní chemie.

## Historie
Pojem koloid pochází z řeckého slova pro lepivý klih (řecky κόλλα, kolla), kterého poprvé použil v roce 1861 Thomas Graham při svých pokusech týkajících se studia rychlosti difuze látek přes pergamenovou membránu. Skupinu látek, které se chovaly podobně jako klih, označoval slovem koloidy („klihu podobné“). V roce 1906, na základě klasifikace disperzních soustav podle velikosti disperzních částic, dospěl Wilhelm Ostwald k závěru, že tzv. koloidní vlastnosti nevykazuje určitá skupina látek, ale že do „koloidního stavu“ je možno teoreticky uvést jakoukoli látku. Vývoj citlivějších metod a teorií umožnil prudký rozvoj koloidní chemie. 
Je potřeba poznamenat, že s koloidy se člověk setkal již mnohem dříve, než byly pojmenovány. Známým příkladem je Cassiův purpur, který byl od 17. století využíván při výrobě červeného skla a míšeňského porcelánu.

## Koloidní rozměr
Horní a dolní hranice velikosti koloidních částic nebývá udávána zcela shodně:
- Za horní hranicí je udáváno 1000 nm jako hodnota, odpovídající rozlišovací schopnosti nejlepších optických mikroskopů, nebo 500 nm jako průměrná vlnová délka viditelného světla.
- Dolní hranice 1 nm souvisí s fyzikálně-chemickou definicí povrchu: částice musí být tak velká, aby bylo možno ve shluku atomů rozlišit vnitřní a vnější atomy (při nejhustším uspořádání za předpokladu atomů kulovitého tvaru je na vytvoření částice zapotřebí 13 atomů – rozměr takového agregátu je zhruba 1 nm). Nicméně lze se setkat i s udáním dolní hranice v rozmezí 1–5 nm.[2][3]

## Rozdělení koloidů
Koloidy lze dělit dle fázového charakteru na heterogenní a homogenní, ovšem z praktického hlediska je vhodnější zavést následující členění.

### Lyofobní disperze (koloidní disperze)
Lyofobní disperze, též koloidní disperze, jsou příkladem heterogenního systému, v nichž disperzní podíl a disperzní prostředí představují dvě různé fáze. Disperzní podíl a disperzní prostředí jsou od sebe odděleny fázovým rozhraním, které výrazně ovlivňuje jejich vlastnosti. Jsou připravovány buď z velkých částic dispergací nebo z pravých roztoků kondenzací. Jsou termodynamicky nestabilní, samovolně zanikají. Složením a přípravou se podobají hrubým disperzím; liší se však rozměrem částic.
Výraz lyofobní je termín pocházející z řeckého lyos (kapalina) a fobo (nenávidím). Termín, zavedený Freundlichem, tedy označuje, že částice nejeví afinitu ke kapalině.
Na základě skupenství disperzního podílu a disperzního prostředí lze lyofobní disperze dále rozdělovat, např. soustavy obsahující kapalinu dispergovanou v kapalině označujeme jako emulze. Přehled možných lyofobních disperzí je uveden v následující tabulce:
| Disperzní systém    | Disperzní systém | disperzní podíl                           | disperzní podíl                         | disperzní podíl                                   |
| ------------------- | ---------------- | ----------------------------------------- | --------------------------------------- | ------------------------------------------------- |
| Disperzní systém    | Disperzní systém | plyn                                      | kapalina                                | pevná látka                                       |
| disperzní prostředí | plyn             | Netvoří. (Plyny jsou mísitelné.)          | aerosol, kapalinový (mlha)              | aerosol, z pevných částic, dým (kouř, mrak)       |
| disperzní prostředí | kapalina         | pěna (šlehačka, pivní pěna)               | emulze (mléko, majonéza, krémy na ruce) | sol jako roztok (inkoust, krev, barviva)          |
| disperzní prostředí | pevná látka      | tuhá pěna (aerogel, pemza, pěnové plasty) | gel (černý fosfor)                      | tuhý sol (drahokamy, polodrahokamy, barevná skla) |

### Lyofilní disperze (lyofilní roztok)
Lyofilní roztoky jsou homogenní koloidní systémy, ve kterém tvoří disperzní prostředí a disperzní podíl jednu fázi. Jsou to pravé roztoky makromolekul, které vznikají samovolným rozpouštěním a jsou termodynamicky stálé.
Výraz lyofilní pochází z řeckého lyos (kapalina) a filo (miluji); byl zavedený Freundlichem. Termín tedy označuje, že látka jeví afinitu ke kapalině (má tendenci být solvatována, tedy rozpuštěna).

### Asociativní (micelární) koloidy
Micelární koloidy představují systém skládající se z kapalného disperzního prostředí a micel koloidní velikosti vytvořených asociací amfifilních molekul v pravém roztoku (micelární roztok). Mezi vzniklými micelami a molekulami v roztoku se ustavuje rovnováha. Podobně jako pravé roztoky a jako roztoky polymerů vznikají micelární koloidní roztoky samovolným rozpouštěním; jejich vylučování z roztoku se řídí termodynamickými zákony fázových rovnováh.
Někteří autoři člení asociativní koloidy mezi homogenní systémy, ovšem vhodnější je samostatně je vymezit, neboť v některých ohledech připomínají dvoufázový systém.

## Destabilizace

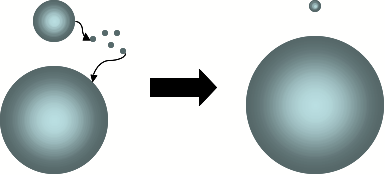
Schematická ukázka Ostwaldova zrání.

Nestabilita koloidů se především týká lyofobních systémů, které mohou samovolně přecházet na hrubě disperzní soustavu:
- růstem částic izotermickým převodem látky (tzv. Ostwaldovým zráním),
- shlukováním částic koagulací, koalescencí nebo slinováním.

### Izotermický převod látky
Představuje děj, kdy větší částice daného systému rostou přednostně před malými částicemi. Rychlost celého pochodu závisí na těkavosti, popř. rozpustnosti disperzního podílu v disperzním prostředí, na difuzním koeficientu a na mezifázovém napětí. V soustavách s pevným disperzním prostředí (např. zmrzlina) je Ostwaldovo zrání jedinou možností růstu disperzních částic.

### Agregace
Častějším a rovněž mnohem rychlejším mechanismem, který má na stabilitu koloidních soustav podstatně větší vliv než Ostwaldovo zrání, je shlukování dispergovaných částic v agregáty.
Malé částice se shromažďují do větších útvarů (agregátů), aniž při tom dochází ke zrušení fázového rozhraní mezi jednotlivými částicemi a disperzním prostředím a ke zmenšení plochy jejich povrchu (na rozdíl od koalescence). Malé částice si zachovávají identitu, pouze ztrácejí kinetickou nezávislost – agregát se pohybuje jako celek.
Agregace, při níž vznikají shluky volně vázaných částic, se nazývá flokulace. Je vratná – velmi mírným zásahem mohou být agregáty převedeny zpět na koloidní systém (tzv. peptizace). Mohou také přecházet na pevněji vázané shluky.
Pochod, při kterém vznikají agregáty pevně vázaných částic, je označován jako koagulace. Koagulace není vratná (na rozdíl od flokulace) – vytvořený koagulát nelze bez vynaložení dostatečně velké energie peptizovat – převést zpět na koloidní systém. Po dosažení určité velikosti agregátů dochází k sedimentaci (podle rozdílu hustot dolů, nebo vzhůru), což vede k zániku disperzního systému.
Velmi často je pro agregaci přednostně používán souhrnný výraz koagulace, tedy bez ohledu na její konkrétní mechanismus.

## Peptizace
Peptizace představuje převod flokulátu a čerstvého koagulátu zpět na koloidní disperzi. Běžně se využívá u lyofobního solu, jehož koagulací vzniká sraženina a je-li v dostatečném čase zahájena peptizace, lze docílit zpětného převodu sraženiny na sol. V čerstvé sraženině jsou krystalky, které byly původně částicemi solu, od sebe odděleny kapalným filmem a jsou drženy adhezními silami. V mnoha případech lze tyto čerstvé sraženiny převést zpět na sol – peptizovat. Výběr vhodného postupu při peptizaci záleží na podmínkách, za kterých došlo ke koagulaci solu. Peptizaci, která je vlastně opakem koagulace, je možno provést
- promýváním sraženiny čistou vodou, tj. odstraněním elektrolytu, vyvolávajícího koagulaci; čím vyšší je valence a čím větší je poloměr koagulujících iontů, tím obtížněji se dosahuje peptizace vymýváním sraženiny;
- přídavkem elektrolytu, který má ion schopný vytvořit na povrchu micely stabilizující elektrickou dvojvrstvu (po promytí sraženiny čistou vodou);
- přídavkem vhodného lyofilního koloidu, který stabilizuje lyofobní sol.

Stáním, zvláště za vyšších teplot, dochází k rekrystalizaci (viz Ostwaldovo zrání), při níž vznikají větší krystaly a sraženinu již není možno peptizovat.

## Stabilizace
Stálost disperzních soustav se může pohybovat ve velice širokých mezích od prakticky úplné nestability (v řádu sekund a méně) až po prakticky úplnou stálost.

### Lyofobní disperze

#### Elektrostatická stabilizace
Agregaci lze zabránit ve vodném systému pomocí elektrické dvojvrstvy, kdy částice nesou na povrchu náboj (např. získaný adsorpcí iontů, ionizací povrchu) a k ním jsou poutány opačně nabité ionty (vzniká elektrická dvojvrstva). Přiblížením takovýchto částic o stejném náboji dochází k vzájemnému odpuzování.
Přidáním lyofilního koloidu k lyofobnímu, z nichž jeden nebo dva nesou elektrický náboj, mohou nastat různé případy podle znaménka elektrického náboje obou systémů, podle poměru jejich množství i podle poměru jejich velikostí.
a) Shodují-li se znaménka, působí lyofilní koloid většinou ochraně už při nízkých koncentracích.
b) Pokud se liší ve znaménku, pak
- přídavek malého množství lyofilního koloidu nemůže zajistit stabilizaci a tudíž nastane koagulace
- při dostatečném množství lyofilního koloidu dochází ke stabilizaci.

#### Stérická stabilizace
Lyofobní částice lze stabilizovat vhodnými lyofilními částicemi (makromolekuly, povrchově aktivní látky), jejichž molekuly jsou schopny se silně adsorbovat na povrch.
Hustá vrstva pevně adsorbovaných makromolekul na částicích (v podstatě dochází k obalení částic) způsobí v dobrém rozpouštědle vzájemné odpuzování částic. Umístí-li se částice do špatného rozpouštědla, bude docházet k proplétání makromolekul obklopující částice a tím i k shlukování. Teplotou lze změnit charakter rozpouštědla (disperzního prostředí) z dobrého na špatné.

#### Stabilizace pevnými částicemi
Je využívána hlavně u emulzí a pěn ve formě jemných prášků, částečně smáčenými oběma fázemi, jejichž částice jsou schopny vytvořit kolem kapének nebo bublin dostatečně pevnou bariéru, která zabraňuje jejich splývání.

### Lyofilní koloidy
Jsou mnohem stabilnější než lyofobní koloidy, a to účinkem kombinace interakcí elektrických dvojvrstev a solvatace (ve vodných roztocích hydratace). Rozsah solvatace závisí na afinitě molekul rozpouštědla k povrchu koloidní částice. U systému se slabou solvatací (např. vodný roztok kaseinu) v blízkosti izoelektrického bodu (kde jsou částice zbaveny náboje), „vypadne“ koloid z roztoku – dochází ke koagulaci. Je-li afinita makromolekuly k rozpouštědlu velmi vysoká, solvatace se stává rozhodujícím faktorem. Např. želatina, která má velmi vysokou afinitu k vodě, nekoaguluje ani v izoelektrickém bodě, pokud není koncentrace elektrolytů velmi vysoká. Ionty přidávaného elektrolytu soutěží o hydratační vodu s makromolekulou, která tím ztrácí stabilitu. Účinnost elektrolytu při vylučování vysokomolekulární látky (vysolování) je dána schopností jeho iontu hydratovat se, která bývá vyjadřována tzv. lytropními řadami.
Proteiny, mýdla a pektiny jsou příklady lyofilních koloidů, u kterých stabilita závisí, jak na náboji, tak na solvataci částice.

## Příprava a vznik

### Lyofobní koloidy
Lze je připravit dvěma základními postupy – dispergačními a kondenzačními metodami.

#### Dispergační metody
Částice hrubě disperzního podílu jsou mechanicky rozmělňovány (mlýnky) nebo vibračně (ultrazvukem). Vznik disperze tedy vyžaduje vynaložení práce.

#### Kondenzační metody
Z analytického disperzního systému jsou vylučovány částice ve formě koloidů. Toho lze dosáhnout vytvořením podmínky přesycení systému.

##### Změnou fyzikálně-chemických podmínek
Změna teploty (méně často tlaku), nebo změnou složení rozpouštědla vznikne přesycený roztok a látka vypadává z roztoku. Například koloidní síra se připravuje vkapáváním alkoholického roztoku síry do vody.

##### Chemickou reakcí
Proběhnutím chemické reakce vznikne nerozpustná látka. Příkladem typu reakce může být např. srážení, redukce, oxidace, hydrolýza apod.

### Lyofilní koloidy
Lze je připravit samovolným rozpouštěním polymerů (pouze lineární a globulární). O tom, v kterém rozpouštědle se makromolekulární látka rozpouští, rozhoduje polarita: makromolekuly se silně polárními skupinami se rozpouštějí v polárních rozpouštědlech, nepolární polymery se rozpouštějí v nepolárních rozpouštědlech (např. kaučuk v benzenu nebo toluenu).

### Asociativní (micelární) koloidy
Micelární koloidní roztoky vznikají z analytického roztoku povrchově aktivních látek postupným zvyšováním jejich koncentrace až se dosáhne tzv. kritické micelární koncentrace, kdy začnou molekuly agregovat do koloidních útvarů a tvořit tzv. micely. Asociativní koloidy tedy rovněž vznikají samovolným rozpouštěním.

## Vlastnosti

### Lyofobní disperze
Obecné vlastnosti lyofobní disperze se poměrně liší podle skupenství disperzního podílu a disperzního prostředí (emulze, pěny, soli atd.).

### Lyofilní disperze
Kromě translačního a rotačního pohybu jsou schopny polymery (lineární) vykonávat i intramolekulární rotaci, kterou se mění tvar makromolekuly. V kinetických, optických a mechanických vlastnostech se tak projevují některé jevy, které nebyly pozorovány u jiných koloidně disperzních systémů.
K charakteristikám náleží:
- schopnost gelace, což je typická vlastnost,
- difúzní koeficient makromolekul v roztoku bývá nízký,
- obvykle bývají sedimentačně stálé; sedimentují až v dostatečně silném odstředivém poli,
- rozptylují světlo, ale méně než lyofobní disperze,
- roztoky lineárních vysokopolymerních neelektrolytů vykazují odchylky od osmotického tlaku daného van't Hoffovou rovnicí – je ji potřeba rozšířit o druhý viriální člen,
- viskozita zředěných globulárních roztoků se řídí Einsteinovou rovnicí. Lineární koloidy projevují odchylky od této rovnice i v nekonečném zředění.

### Asociativní koloidy
Jejich významnou vlastností, která souvisí se stavbou micel, je solubilizace – schopnost rozpouštět i látky, které jsou jinak v čistém disperzním prostředí nerozpustné. Na principu solubilizace probíhá praní, umývání nádobí, emulzní polymerace a dále nachází uplatnění ve farmaceutickém, kosmetickém průmyslu, při výrobě herbicidů, insekticidů apod.

## Význam koloidů

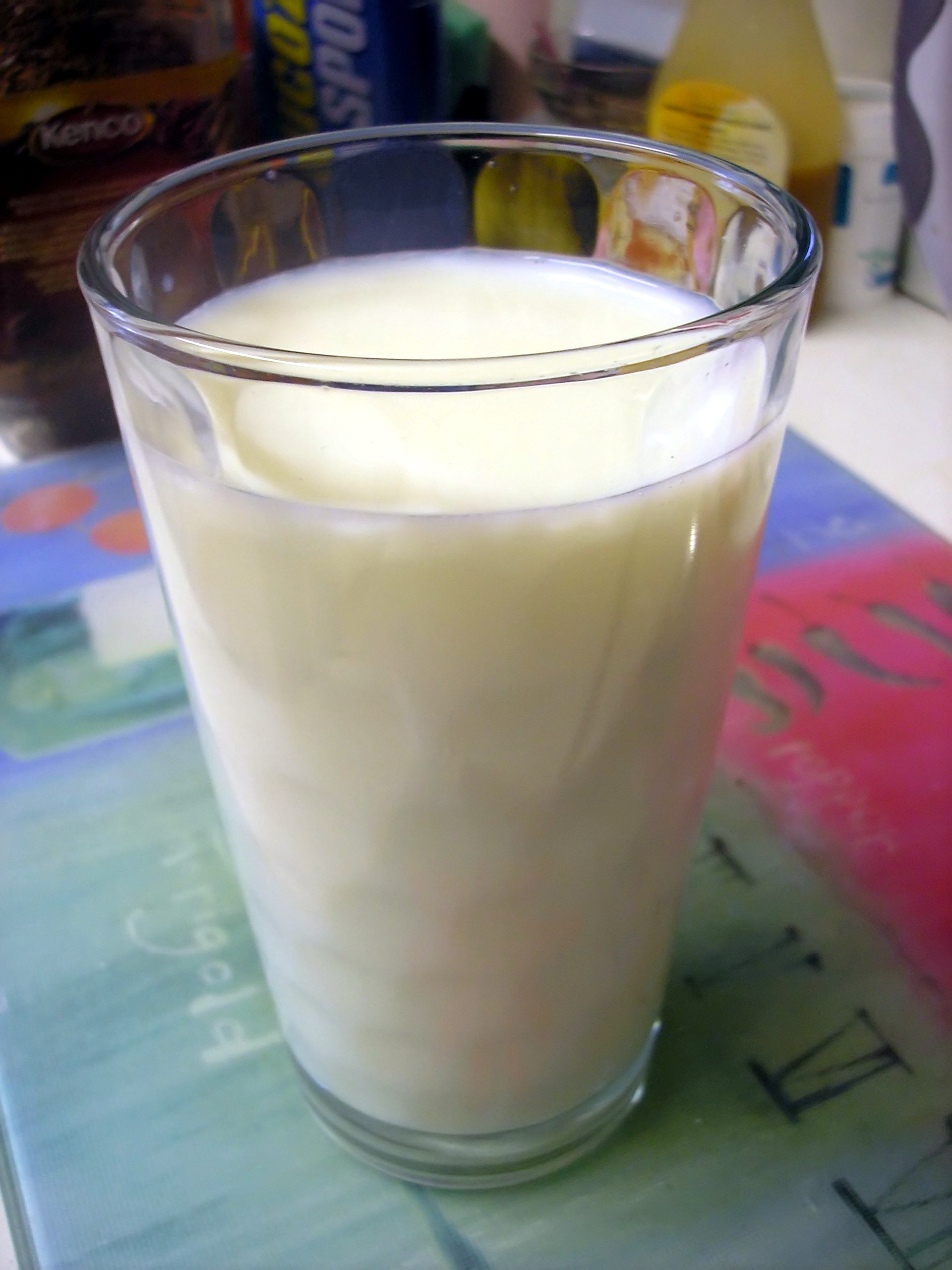
Mléko je příkladem koloidu označovaného jako emulze. Kapičky tuku jsou dispergovány v kapalině

Koloidy mají velký význam pro lidskou činnost. Je téměř nemožné vyjmenovat všechny oblasti ať technologické, biologické, nebo fyziologické, které s koloidy souvisejí.
Potraviny jako máslo, sýr, jogurt a jiné mléčné výrobky, chleba, pečivo, pivo jsou příklady výrobků, které jsou svou povahou koloidní, nebo na jejichž vzniku se koloidní pochody podílejí. Stejně je tomu v případě barviv a barev, papíru, farmaceutických a kosmetických preparátů mnoha druhů či chemikálií používaných v zemědělství a zahradnictví.
Velmi významnou roli má koloidní chemie při výrobě různých keramických výrobků od drahého porcelánu, přes nové velmi pevné keramické materiály, používané v raketové technice nebo v lékařství na různé protézy (např. keramické kloubní náhrady, zubní protézy aj.) až po obyčejné cihly. Pochody používané při těžbě ropy a minerálů, při úpravě vody a různých biotechnologií jsou rovněž koloidní povahy. Velký technologický význam má heterogenní katalýza.
Metod koloidní chemie se často používá i k studiu řady biologických systémů. Např. tokové vlastnosti krve a jiných tělních tekutin je možné nejlépe studovat, případně upravovat, jestliže se na ně díváme jako na koloidní disperze. Byla připravena vodná emulze, vhodná jako dočasná náhrada krve, která se nekazí při skladování, je kompatibilní se všemi krevními skupinami a není nebezpečí, že bude kontaminovaná (AIDS, žloutenka). Kloubní mazy vděčí za vynikající vlastnosti své koloidní povaze. Moderní koloidní mikrokapsule, používané v lékařství, dovolují řízené podávání léčiv a v některých případech dokonce cílenou farmakoterapii určitých orgánů.
Koloidy mají rovněž důležitou úlohu při řešení ekologických problémů. Mnohá znečištění jsou způsobená přítomností koloidních podílů a pro jejich odstranění z ovzduší nebo vodních toků je tedy třeba použít speciálních koloidních metod.

## Odborné časopisy zabývající se koloidy
- Journal of Colloid and Interface Science, dříve Journal of Colloid Science
- Colloid Journal, ruský časopis
- Colloid and Polymer Science
- Colloids and Surfaces
- Current Opinion in Colloid & Interface Science
- Food chemistry